# Andrahomanus luteipes
Andrahomanus luteipes is een keversoort uit de familie snoerhalskevers (Anthicidae). De wetenschappelijke naam van de soort is voor het eerst geldig gepubliceerd in 1903 door Pic.